# Acraspisa nigrinota
Acraspisa nigrinota är en tvåvingeart som beskrevs av Mann 1929. Acraspisa nigrinota ingår i släktet Acraspisa och familjen stilettflugor. Inga underarter finns listade i Catalogue of Life.